# Malmö Fotbollförening 2016
Questa voce raccoglie le informazioni riguardanti il Malmö Fotbollförening, meglio conosciuto come Malmö FF, nelle competizioni ufficiali della stagione 2016.

## Maglie e sponsor
| Casa | Trasferta 1 |  |

## Rosa
| N. |                      | Ruolo | Calciatore                     |
| -- | -------------------- | ----- | ------------------------------ |
| 1  | Svezia (bandiera)    | P     | Johan Wiland                   |
| 2  | Svezia (bandiera)    | D     | Pa Konate                      |
| 3  | Svezia (bandiera)    | D     | Anton Tinnerholm               |
| 4  | Svezia (bandiera)    | D     | Behrang Safari (vice capitano) |
| 5  | Svezia (bandiera)    | C     | Erdal Rakip                    |
| 6  | Svezia (bandiera)    | C     | Oscar Lewicki                  |
| 7  | Danimarca (bandiera) | C     | Anders Christiansen            |
| 8  | Ghana (bandiera)     | A     | Enoch Kofi Adu                 |
| 9  | Svezia (bandiera)    | A     | Markus Rosenberg (capitano)    |
| 10 | Norvegia (bandiera)  | C     | Magnus Wolff Eikrem            |
| 11 | Svezia (bandiera)    | A     | Alexander Jeremejeff           |
| 13 | Perù (bandiera)      | D     | Yoshimar Yotún                 |

| N. |                     | Ruolo | Calciatore            |
| -- | ------------------- | ----- | --------------------- |
| 14 | Svezia (bandiera)   | C     | Erik Andersson        |
| 17 | Svezia (bandiera)   | D     | Rasmus Bengtsson      |
| 21 | Islanda (bandiera)  | D     | Kári Árnason          |
| 22 | Svezia (bandiera)   | C     | Tobias Sana           |
| 23 | Norvegia (bandiera) | C     | Jo Inge Berget        |
| 24 | Islanda (bandiera)  | A     | Viðar Örn Kjartansson |
| 26 | Norvegia (bandiera) | D     | Andreas Vindheim      |
| 29 | Svezia (bandiera)   | P     | Fredrik Andersson     |
| 30 | Svezia (bandiera)   | P     | Marko Johansson       |
| 31 | Svezia (bandiera)   | D     | Franz Brorsson        |
| 32 | Svezia (bandiera)   | C     | Mattias Svanberg      |
| 36 | Svezia (bandiera)   | C     | Pavle Vagić           |